# Afroeubria sebastiani
Afroeubria sebastiani là một loài bọ cánh cứng trong họ Psephenidae. Loài này được Lee in Lee, Philips & Yang miêu tả khoa học đầu tiên năm 2003.